# Miconia speciosa
Miconia speciosa är en tvåhjärtbladig växtart som först beskrevs av A.St.-hil. och Charles Victor Naudin, och fick sitt nu gällande namn av Charles Victor Naudin. Miconia speciosa ingår i släktet Miconia och familjen Melastomataceae. Inga underarter finns listade i Catalogue of Life.